# ديفيد رايت (مدرب سباحة)
ديفيد رايت (بالإنجليزية: David Wright)‏ هو مدرب سباحة ‏ نيوزيلندي، ولد في 3 مارس 1948.